# 영홍
영홍(永弘)은 중국 서진(西秦) 걸복모말(乞伏暮末)의 연호이자 서진의 마지막 연호이다. 428년 5월에서 431년 정월까지 2년 9개월 동안 사용하였다. 431년 정월, 하(夏)의 혁련정(赫連定)에게 서진이 멸망당하면서 폐지되었다.
같은 시기에 사용된 다른 연호로는 북량(北凉)에서 사용한 현시(玄始 : 412년 ~ 428년), 승현(承玄 : 428년 ~ 431년), 하(夏)에서 사용한 승광(勝光 : 428년 ~ 431년), 북연(北燕)에서 사용한 태평(太平 : 409년 ~ 430년), 태흥(太興 : 431년 ~ 436년), 송(宋)에서 사용한 원가(元嘉 : 424년 ~ 453년), 북위(北魏)에서 사용한 신가(神麚 : 428년 ~ 431년)가 있다.

## 연대대조표
| 영홍                | 원년                            | 2년        | 3년        | 4년             |
| 서력                | 428년                           | 429년      | 430년      | 431년           |
| 육십간지 (六十干支) | 무진(戊辰)                      | 기사(己巳) | 경오(庚午) | 신미(辛未)      |
| 북량 (北凉)         | 현시(玄始) 17년 승현(承玄) 원년 | 2년        | 3년        | 4년             |
| 하 (夏)             | 승광(勝光) 원년                 | 2년        | 3년        | 4년             |
| 북연 (北燕)         | 태평(太平) 20년                 | 21년       | 22년       | 태흥(太興) 원년 |
| 송 (宋)             | 원가(元嘉) 5년                  | 6년        | 7년        | 8년             |
| 북위 (北魏)         | 신가(神麚) 원년                 | 2년        | 3년        | 4년             |

## 같이 보기
- 중국의 연호

| 이전 연호 건홍(建弘) | 중국의 연호 서진(西秦) | 다음 연호 - |